# سليم دونلاب
سليم دونلاب (بالإنجليزية: Slim Dunlap)‏ (14 أغسطس 1951 – 18 ديسمبر 2024) هو مغن مؤلف وعازف قيثارة أمريكي، ولد في 14 أغسطس 1951 في منيابولس في الولايات المتحدة.

## وصلات خارجية
- سليم دونلاب على موقع IMDb (الإنجليزية)
- سليم دونلاب على موقع ميوزك برينز (الإنجليزية)
- سليم دونلاب على موقع أول ميوزيك (الإنجليزية)
- سليم دونلاب على موقع ديسكوغز (الإنجليزية)